# Ezra Laderman
Ezra Laderman (Brooklyn, New York), 29 de juny, 1924 - New Haven (Connecticut), 28 de febrer, 2015), va ser un compositor nord-americà de música clàssica.

## Biografia
Laderman era d'herència jueva. Els seus pares, Isidor i Leah, van emigrar als Estats Units des de Polònia. Encara que pobra, la família tenia un piano. Va escriure:
| « | "Als quatre anys estava improvisant al piano; als set anys vaig començar a compondre música, a escriure-la. Aleshores gairebé no ho sabia, però de ben petit havia fet un pas de gegant per convertir-me en compositor." | » |

 Va assistir a la High School of Music and Art de la ciutat de Nova York.

El 25 d'abril de 1943, Laderman va ser incorporat a l'exèrcit dels Estats Units i va servir com a operador de ràdio a la 69a Divisió d'Infanteria durant la Segona Guerra Mundial. Laderman va escriure:
| « | " Estàvem a Caversham, Anglaterra a punt per entrar a la guerra. Va ser aquí on vaig saber que el meu germà Jack havia estat abatut i mort a Alemanya. La Ofensiva de les Ardenes, creuar el Rin a Remagen, alliberar Leipzig, trobar-se amb els russos a Torgau a la riba de l'Elba van ser els punts d'aquesta constel·lació plena de tensió i espera, victòria i dolor. Vam prendre consciència de l'horror, i del que ara anomenem "holocaust", mentre alliberàvem Leipzig. | » |

Durant les setmanes posteriors a l'acabament de la guerra, Laderman va compondre la seva Simfonia de Leipzig. Aquest treball li va portar un reconeixement dins de l'exèrcit, i posteriorment va ser assignat com a orquestador de l'Orquestra Simfònica GI.
Laderman va ser donat de baixa de l'exèrcit el 22 d'abril de 1946. Va estudiar composició amb Stefan Wolpe de la ciutat de Nova York i Miriam Gideon del Brooklyn College, on va obtenir el seu B.A. el 1950. Després va estudiar amb Otto Luening de la Universitat de Colúmbia, on va obtenir el seu màster en 1952. Les composicions de Laderman van des d'obres vocals i instrumentals en solitari fins a música coral i orquestral a gran escala. També ha escrit música per a les pel·lícules guanyadores de lAcadèmia The Eleanor Roosevelt Story i Black Fox.
Laderman va estar encarregat tres vegades per l'Orquestra de Filadèlfia, dues vegades per les Simfòniques Nacional, Louisville i Chicago, així com per la Filharmònica de Nova York, Detroit, Pittsburgh, Filharmònica de Los Angeles, Dallas, Houston, Fort Worth, Syracuse, Denver, Columbus, Albany i les orquestres simfòniques de New Haven. El 1971 va col·laborar amb Alfredo Antonini, director musical de la CBS Symphony Orchestra durant l'estrena televisiva de la seva òpera And David Wept. A més, ha escrit per a artistes tan distingits com Jean-Pierre Rampal, Yo-Yo Ma, Emanuel Axe, Sherrill Milnes, Aldo Parisot, Samuel Baron, David Shifrin, Ransom Wilson, Judith Raskin, Elmar Oliveira, Erica Morini, Nathaniel Rosen, Stephen Kates, Toby Appel i Leonard Arner, entre molts altres.
De 1971 a 1982 va ser professor de Composició Musical a la Universitat Estatal de Nova York, Binghamton i Compositor sènior en residència. El 1979 es va convertir en el director del Programa de Música de la National Endowment for the Arts. El 1991 va ser elegit membre de l'Acadèmia Americana d'Arts i Lletres i, el 2006, va ser elegit president per un període de tres anys, mandat que finalitzà l'any 2009. El 2004 se li va concedir un MusD honorífic de la Universitat Estatal de Nova York, Binghamton. Fins al juny de 2014, Laderman va ensenyar composició musical a l'Escola de Música de la Universitat Yale. Un resident de Teaneck, Nova Jersey, Laderman va ser nomenat degà de la Yale School of Music el 1989 i va ocupar aquest càrrec fins al 1995. Va morir el 28 de febrer de 2015 a l'edat de 90 anys.
Els estudiants notables de Laderman han inclòs Sarah Kirkland Snider i Judd Greenstein.

## Premis
- 1956 Guggenheim Fellowships[17]
- 1964 Rome Prize American Academy in Rome[18]
- 1983 Rome Prize American Academy in Rome[18]
- 1987 The Barlow Endowment for Music Composition premi a la comissió BYU.edu per a orquestra amb Emanuel Axe (piano) titulat Segon Concert per a piano. Receptors dels premis de la comissió Barlow 1987.